# Пуцбрунн
Пуцбрунн (нем. Putzbrunn) — община в Германии, в земле Бавария. 
Подчиняется административному округу Верхняя Бавария. Входит в состав района Мюнхен.  Население составляет 6035 человек (на 31 декабря 2010 года). Занимает площадь 11,17 км².